# Stygnopsidae
Stygnopsidae – rodzina pajęczaków z rzędu kosarzy i podrzędu Laniatores zawierająca ponad 30 opisanych gatunków.

## Opis
Przedstawiciele tej rodziny osiągają od 2,5 mm u rodzaju Karos do 7 mm u Hoplobunus długości ciała. Barwa ciała od ciemnobrązowej do czarnej. Gatunki jaskiniowe są barwy jasnobrązowawej.

## Występowanie
Większość gatunków zamieszkuje Meksyk. Ponadto znane z południa USA, Gwatemali, Salwadoru i Belize.

## Pokrewieństwo
Epedanidae mogą być siostrzanym taksonem dla Gonyleptoidea sensu lato (zawierając Assamiidae), ze Stygnopsidae jako grupą siostrzaną dla pozostałych Gonyleptoidea.

## Systematyka
Rodzina zawiera ponad 30 gatunków zgrupowanych w 8 rodzajów:
- Rodzaj: Hoplobunus Banks, 1900
  - Hoplobunus apoalensis Goodnight & Goodnight, 1973
  - Hoplobunus barretti Banks, 1900
  - Hoplobunus boneti (Goodnight & Goodnight, 1942)
  - Hoplobunus madlae Goodnight & Goodnight, 1967
  - Hoplobunus mexicanus (Roewer, 1915)
  - Hoplobunus mexicanus (Sørensen, 1932)
  - Hoplobunus oaxacensis Goodnight & Goodnight, 1973
  - Hoplobunus osorioi (Goodnight & Goodnight, 1944)
  - Hoplobunus planus Goodnight & Goodnight, 1973
  - Hoplobunus queretarius Silhavy 1974
  - Hoplobunus russelli Goodnight & Goodnight, 1967
  - Hoplobunus spinooculorum Goodnight & Goodnight, 1973
  - Hoplobunus zullinii Silhavy 1977

- Rodzaj: Karos Goodnight & Goodnight, 1944
  - Karos barbarikos Goodnight & Goodnight, 1944
  - Karos brignolii Silhavy 1974
  - Karos depressus Goodnight & Goodnight, 1971
  - Karos dybasi (Goodnight & Goodnight, 1947)
  - Karos foliorum (Goodnight & Goodnight, 1945)
  - Karos gratiosus Goodnight & Goodnight, 1971
  - Karos parvus Goodnight & Goodnight, 1971
  - Karos projectus Goodnight & Goodnight, 1971
  - Karos rugosus Goodnight & Goodnight, 1971
  - Karos tuberculatus (Goodnight & Goodnight, 1944)
  - Karos unispinosus (Goodnight & Goodnight, 1946)

- Rodzaj: Mexotroglinus Silhavy, 1977
  - Mexotroglinus sbordonii Silhavy, 1977

- Rodzaj: Paramitraceras F. O. P-Cambridge, 1905
  - Paramitraceras femoralis Goodnight & Goodnight, 1953
  - Paramitraceras granulatus F. O. Pickard-Cambridge, 1905
  - Paramitraceras hispidulus F. O. Pickard-Cambridge, 1905

- Rodzaj: Sbordonia Silhavy 1977
  - Sbordonia armigera Silhavy 1977
  - Sbordonia parvula (Goodnight & Goodnight, 1953)

- Rodzaj: Stygnopsis Sørensen, 1902
  - Stygnopsis robusta (Goodnight & Goodnight, 1971)
  - Stygnopsis valida (Sørensen, 1884)

- Rodzaj: Tampiconus Roewer, 1949
  - Tampiconus philippii Roewer, 1949

- Rodzaj: Troglostygnopsis Silhavy, 1974
  - Troglostygnopsis anophthalma Silhavy, 1974
  - Troglostygnopsis inops (Goodnight & Goodnight, 1971)